# Cyrtandra occidentalis
Cyrtandra occidentalis är en tvåhjärtbladig växtart som beskrevs av Nambiyath Puthansurayil Balakrishnan och Brian Laurence Burtt. Cyrtandra occidentalis ingår i släktet Cyrtandra och familjen Gesneriaceae. Inga underarter finns listade i Catalogue of Life.